# Parafia św. Stanisława w Dziurowie
Parafia św. Stanisława w Dziurowie – parafia rzymskokatolicka należąca do dekanatu Starachowice-Południe diecezji radomskiej.

## Historia
Parafia została erygowana 5 lutego 1991 z terenu parafii NMP Królowej Polski w Starachowicach przez bp. Edwarda Materskiego. Kościół, pierwotnie zamierzony jako dom katechetyczny, zbudowany został staraniem ks. Stanisława Kluska. Jest budowlą z  białej cegły.

## Zasięg parafii
Do parafii należą wierni z Dziurowa.

## Proboszczowie
- ks. Krzysztof Będkowski (1991–1995)
- ks. Ireneusz Lewandowski (1995–1996)
- ks. Henryk Kołaziński (1996–2002)
- ks. Władysław Żabicki (2002–2006)
- ks. Adam Żmuda (od 2006)